# Aksjomat Archimedesa
Aksjomat Archimedesa – aksjomat geometrii głoszący, że każdy odcinek jest krótszy od pewnej wielokrotności długości każdego innego odcinka. Z niego wynika nieograniczoność prostej. Został on wbrew nazwie sformułowany po raz pierwszy przez Eudoksosa, a nazwany w ten sposób przez Ottona Stolza w 1883. Geometrie niespełniające go zwane są niearchimedesowymi.
Dawid Hilbert, w aksjomatyzacji geometrii euklidesowej korzystał z aksjomatu Archimedesa, z tym że uzupełniał go aksjomatem kompletności (maksymalności) linii prostej, który wystąpił jako ostatni i mówił, że linia prosta jest maksymalnym zbiorem spełniającym wszystkie poprzednie aksjomaty.
Aksjomat Archimedesa ma odpowiednik w arytmetyce: Dla każdej pary dodatnich liczb rzeczywistych {\displaystyle a} i {\displaystyle b} istnieje taka liczba naturalna {\displaystyle n,} że {\displaystyle a<n\cdot b}.
W teorii ciał uporządkowanych spełnianie aksjomatu Archimedesa charakteryzuje ciała izomorficzne z podciałami ciała liczb rzeczywistych. Innymi słowy: jeśli ciało uporządkowane nie jest izomorficzne z podciałem ciała liczb rzeczywistych, to ma elementy większe od wszystkich liczb naturalnych. Takie elementy nazywamy nieskończenie wielkimi.